# Върховен съвет за национално преустройство
Върховният съвет за национално преустройство, първоначално наречен Военно-революционен комитет, е военна хунта, която ръководи правителството на Южна Корея от 16 май 1961 г. до създаването на Трета република Южна Корея през 1963 г. То се състои главно от офицери, които участват или подкрепят преврата от 16 май, който премахва Втората република. Съветът е председателстван първоначално от Чанг До-Юн, а впоследствие от Парк Чун-Хе. Президентът на Втората република, Юн По-Сон остава в длъжност като фигурант.

## Ключови събития
Военният преврат, воден от генерал-майор (по-късно генерал-лейтенант) Парк Чун-Хе на 16 май 1961 г., слага край на Втората република. Парк е част от група военни лидери, които настояват за деполитизация на военните. Недоволни от мерките за прочистване, предприети от Втората република, те избират да вземат въпроса в свои ръце.
Военните лидери обещават да върнат правителството в демократичната система възможно най-скоро. На 2 декември 1962 г. се провежда референдум за връщане към президентската система на управление, за който се твърди, че е приет с мнозинство от 78%. Парк и другите военни лидери обещават да не се кандидатират за следващите избори. Въпреки това, Парк се кандидатира за президент, спечелвайки при изборите от 1963 г.

## Икономика
Върховният съвет е първото южнокорейско правителство, което въвежда икономическо планиране. Първият южнокорейски петгодишен план е приет през 1962 г. Въпреки че Втората република полага основите за такива планове, тя не успява да ги приложи на практика.